# Imhullu
Imhullu (el viento malo), es un arma que usa el dios babilonio Marduk para destruir a Tiamat, descrita en el antiguo relato épico de la creación Enuma Elish, escrito en Acadia.

## Enlaces
Historia Sumeria (enlace roto disponible en Internet Archive; véase el historial, la primera versión y la última).
- Datos: Q5914288